# Ockrabröstad kolibri
Ockrabröstad kolibri (Leucippus fallax) är en fågel i familjen kolibrier.

## Utseende
Ockrabröstad kolibri är en medelstor brun och grön kolibri med medellång näbb. Ovansidan är ljusgrön, undersidan varmbeige. Vidare har den en vit fläck bakom ögat och tydligt vitspetsad rundad stjärt. Hona topaskolibri har ett likartat utseende, men roströd stjärt och kortare näbb.

## Utbredning och systematik
Fågeln förekommer i norra Colombia och Venezuela inklusive på La Tortugaön och Isla Margarita. Den behandlas som monotypisk, det vill säga att den inte delas in i några underarter.

### Släktskap
Tidigare delade ockrabröstad kolibri släkte med en handfull andra kolibriarter, men dessa har nu brutits ut till släktena Thaumasius och Talaphorus efter genetiska studier.

## Levnadssätt
Ockrabröstad kolibri hittas i ökenartade buskmarker, torra skogsbryn och i mangroveträsk. Den är lokalt vanlig och revirhävdande. 

## Status och hot
Arten har ett stort utbredningsområde, men tros minska i antal, dock inte tillräckligt kraftigt för att den ska betraktas som hotad. Internationella naturvårdsunionen IUCN listar arten som livskraftig (LC).